# Ozarba fasciata
Ozarba fasciata is een vlinder van de familie van de uilen (Noctuidae). De wetenschappelijke naam van deze soort is voor het eerst voorgesteld als Erastria fasciata door Hans Daniel Johan Wallengren in een publicatie uit 1860.
De soort komt voor in Kenia, Burundi, Tanzania, Malawi, Mozambique en Zuid-Afrika.